# Captain Universe
Captain Universe is een fictieve lichaamsloze superheld uit het Marvel Comics Universum. Hij werd bedacht door Bill Mantlo en Michael Golden, en verscheen voor het eerst in Micronauts vol. 1 #8.

## Publicatiegeschiedenis
Captain Universe-gastlichamen doken op in speciale strips of korte verhalen, oorspronkelijk in de serie Micronauts in 1979. In de jaren 80 verschenen ze ook in minder bekende titels zoals Marvel Spotlight, Marvel Fanfare. In de jaren 90 doken ze op in Guardians of the Galaxy, What If?, Marvel Comics Presents en Cosmic Powers Unlimited.
In 2005 verscheen een tweede serie getiteld Amazing Fantasy, met een serie korte verhalen waarin telkens een bekend marvel stripfiguur gastlichaam werd van Captain Universe. Voorbeelden waren Captain Universe/Hulk, Captain Universe/Daredevil, Captain Universe/X-23, Captain Universe/Invisible Woman en Captain Universe/Silver Surfer.

## Biografie
Captain Universe is een lichaamsloze superheld. Zijn kracht komt van een extra-dimensionale energie genaamd de Uni-Power. Deze Uni-Power kan bezit nemen van een individu in een tijd van crisis, en die persoon zo veranderen in Captain Universe. Als Captain Universe behoudt de persoon in kwestie zijn of haar oorspronkelijke persoonlijkheid en uiterlijk, maar krijgt wel een nieuw kostuum en superkrachten. Captain Universe beschikt over bovenmenselijke kracht, snelheid, zintuigen en uithoudingsvermogen. Hij kan vliegen, beschikt over röntgenstralen en telekinese, en heeft een psychische waarneming voor direct gevaar. Als de persoon die in Captain Universe verandert al een van bovengenoemde krachten bezit, worden die krachten enorm versterkt.
De Uni-Power heeft een eigen wil en kan een gastlichaam op elk moment weer verlaten. De exacte oorsprong van de Uni-Power is niet bekend. Wel wordt aangenomen dat het verbonden is met het Microverse, de thuiswereld van de Micronauts. De eerste menselijke Captain Universe was een astronaut genaamd Captain Ray Coffin.
Hoewel de Uni-Power normaal de voorkeur geeft aan “normale” personen heeft hij zich ook een aantal maal verbonden met supermensen. Voorbeelden zijn Dr. Strange en Spider-Man. In alternatieve tijdlijnen verkregen Captain Marvel en Quasar de Uni-Power. Zelfs enkele superschurken zoals Dr. Doom en Pycho-Man hebben de Uni-Power gekregen.

## Gastlichamen
| Personage               | Echte naam                  | Bezeten in                                                                             | Notities                                                   |  |
| ----------------------- | --------------------------- | -------------------------------------------------------------------------------------- | ---------------------------------------------------------- |  |
| Ray Coffin              | Raymond Coffin              | Micronauts #8 (1979)                                                                   | Vader van Steve Coffin                                     |  |
| Steve Coffin            | Steven Coffin               | Marvel Spotlight #9 (1980)                                                             | Zoon van Ray Coffin                                        |  |
| Claire Dodgson          | Claire Dodgson              | Marvel Spotlight #10 (1981)                                                            | Tweelinzus van Ann Stanford                                |  |
| Ann Stanford            | Ann Dodgson-Stanford        | Marvel Spotlight #10 (1981)                                                            | Tweelingzus van Claire Dodgson                             |  |
| Monty Walsh             | Montgomery Walsh            | Marvel Spotlight #11 (1981)                                                            | Was een inbreker                                           |  |
| Commander Arcturus Rann | Arcturus Rann               | Micronauts #35 (1981)                                                                  | Fuseerde met Dr. Strange.                                  |  |
| Dr. Strange             | Stephen Strange             | Micronauts #35 (1981)                                                                  | Fuseerde met Commander Arcturus Rann.                      |  |
| Hulk                    | Robert Bruce Banner         | Incredible Hulk Annual #10 (1981)/Captain Universe/Hulk #1 (2005)                      | De eerste die tweemaal Captain Universe werd.              |  |
| Unnamed Female Host     | ??                          | Marvel Super-Heroes Contest of Champions #1 (1982)                                     |                                                            |  |
| Delayne Masters         | Delayne Masters             | Marvel Fanfare #25 (1986)                                                              |                                                            |  |
| Evan Swann              | Evan Swann                  | Web of Spider-Man Annual #5 (1989)                                                     |                                                            |  |
| Spider-Man              | Peter Parker                | Spectacular Spider-Man #158 (1989)                                                     |                                                            |  |
| Little Eddie            | Edward Price                | Web of Spider-Man Annual #6 (1990)                                                     |                                                            |  |
| L'Matto                 |                             | Guardians of the Galaxy #30 (1990)                                                     |                                                            |  |
| Casey the Dog           |                             | What If? Vol. 2 #31 (1991)                                                             | Het eerste dier dat Captain Universe werd.                 |  |
| Jeff Christiansen       | Jeffrey Steven Christiansen | Quasar #20 (1991) (genoemd) X-Men/Captain Universe: Sleeping Giants #1 (1994) (gezien) |                                                            |  |
| Elijah Jackson          | Elijah Jackson              | Marvel Comics Presents #148 (1994)                                                     |                                                            |  |
| Roland Taylor           | Roland Taylor               | Cosmic Powers Unlimited #5 (1996)                                                      |                                                            |  |
| Ted Simmons             | Theodore Simmons            | Amazing Fantasy vol. 2 #13 (2005)                                                      |                                                            |  |
| Dr. Gilbert Wiles       | Gilbert Wiles               | Captain Universe/Hulk #1 (2005)                                                        | Was al bezeten sinds 1983.                                 |  |
| Daredevil               | Matthew Murdock             | Captain Universe/Daredevil #1 (2005)                                                   |                                                            |  |
| X-23                    | Laura Kinney                | Captain Universe/X-23 #1 (2005)                                                        | Eerste mutant die Captain Universe werd.                   |  |
| Invisible Woman         | Susan Storm-Richards        | Captain Universe/Invisible Woman #1 (2005)                                             |                                                            |  |
| Gladiator               | Kallark                     | Captain Universe/Invisible Woman #1 (2005)                                             | Eerste Shi'ar die Captain Universe werd.                   |  |
| Krosakis                |                             | Captain Universe/Silver Surfer #1 (2005)                                               |                                                            |  |
| Silver Surfer           | Norrin Radd                 | Captain Universe/Silver Surfer #1 (2005)                                               |                                                            |  |
| Gabriel Vargas          | Gabriel Vargas              | Captain Universe/Silver Surfer #1 (2005)                                               |                                                            |  |
| The Captain             | The Captain                 | Nextwave: Agents of H.A.T.E. #10 (2006)                                                | Waarschijnlijk slechts een droom gemaakt door Forbush Man. |  |

### Andere realiteiten
- Tante May (Fantastic Four Roast)
- Quasar (WHAT IF?)
- Doombot (WHAT IF?)
- Mar-Vell (Earth X)
- Reed Richards (Earth X)
- Captain Universe of Earth-Law Enforcement Squad (Fantastic Four Annual 2001)
- Death's Head 3.0 (uses a copied version of the Uni-Power as a power source)

## In andere media
- Captain Universe verscheen als een extra kostuum voor Spider-Man in de computerspellen Spider-Man, Spider-Man 2 en Tony Hawk's Pro Skater 2 voor de PS1.